# IC 1799
IC 1799 је спирална галаксија у сазвјежђу Андромеда која се налази на листи објеката дубоког неба у Индекс каталогу.
Деклинација објекта је + 45° 58' 16" а ректасцензија 2h 28m 45,8s. Привидна величина (магнитуда) објекта IC 1799 износи 13,8 а фотографска магнитуда 14,7. IC 1799 је још познат и под ознакама UGC 1943, MCG 8-5-12, CGCG 553-14, NPM1G +45.0061, PGC 9432.